# 沼生忍冬
沼生忍冬（学名：Lonicera alberti）为忍冬科忍冬属的植物。分布在中亚山区以及中国大陆的新疆等地，生长于海拔1,700米的地区，常生于沼地灌丛中，目前尚未由人工引种栽培。